# Номинальная жёсткость
Жёсткость — способность экономических величин сопротивляться изменениям. Например, часто говорят, что номинальные цены или зарплаты жёсткие в краткосрочном периоде. Рыночные силы могут уменьшать реальную стоимость труда в промышленности, но номинальные зарплаты будут стремиться оставаться на предыдущем уровне в краткосрочном периоде. Это может обосновываться институциональными факторами, такими как ценовое регулирование, обязанность исполнять контракты, профсоюзы, человеческая настойчивость или нужда, личная заинтересованность и т. д. В долгосрочном периоде цены и зарплаты, как правило, гибкие и меняются в зависимости от экономической ситуации.

## Макроэкономика
Жёсткие цены играют важную роль в кейнсианской экономической теории, особенно в новом кейнсианстве. Кейнс и его непосредственные последователи (неокейнсианцы) полагали, что рынки неспособны приходить в равновесие, поскольку цены не способны снижаться до равновесного уровня при падении совокупного спроса. Они также возлагали на жёсткие цены ответственность за существование циклической безработицы. В новом кейнсианстве жёсткие цены приводят к тому, что равновесие в коротком периоде отличается от долгосрочного равновесия. Номинальная (и реальная) жёсткость цен и зарплат является основным механизмом, который объясняет экономический цикл в кейнсианской макроэкономике.

### Причины жёсткости цен и зарплат
Причинами жёстких цен и зарплат могут быть следующие обстоятельства.
1. Законодательные ограничения. Например, минимальная заработная плата или запрет на понижение заработной платы.
2. Долгосрочные контракты, цены по которым фиксированы.
3. «Издержки меню» (в буквальном смысле — издержки на перепечатку меню кафе или ресторана) — слишком высокие издержки пересмотра цен. Например, усилия по ведению переговоров и пересмотр условий действующего контракта.
4. Устоявшаяся практика. Например, цены на периодические издания в США пересматриваются раз в несколько лет.
5. Проблема координации. Возникает когда односторонний пересмотр цен одной из фирм чреват потерей прибыли, если цена уменьшается, или потерей клиентов, если цена увеличивается.

### Эмпирические обоснования жёсткости
Алан Блайндер на основе опросов определил, что примерно половина фирм изменяет цену не чаще одного раза в год; примерно три четверти не чаще одного раза в квартал.
| Частота изменения цены в год | Процент фирм, изменивших цену |
| ---------------------------- | ----------------------------- |
| Реже одного раза             | 10,2 %                        |
| 1-2 раза                     | 39,3 %                        |
| 2-4 раза                     | 15,6 %                        |
| 4-12 раз                     | 7,5 %                         |
| 12-52 раза                   | 4,3 %                         |
| 52-365 раз                   | 8,6 %                         |
| Чаще 365 раз                 | 1,6 %                         |

Эмпирическим исследованием жёсткости занимались Эми Накамура и Йон Стейнссон. Они выделили в колебаниях цен основную составляющую, которая меняется относительно редко, и составляющую, связанную с различными рекламными акциями.

### Последствия жёсткости
Из-за жёсткости цен общее равновесие в экономике в коротком периоде обеспечивается за счет изменения количества. При росте спроса фирмы увеличивают объем производства и нанимают дополнительных работников, а при падении снижают производства и увольняют работников. Поэтому наблюдаемый ВВП оказывается больше или меньше потенциального соответственно. Отклонение выпуска от потенциального значения называется разрывом выпуска. В длительном периоде все цены являются гибкими, а их перестройка приводит к тому, что выпуск в экономике возвращается к потенциальному значению, а безработица к естественному уровню. Если отклонение экономики вызвано повышенным спросом, то рост цен приведет к снижению спроса. Если отклонение вызвано недостаточным спросом, то снижение цен приведёт к росту спроса.